# Natty
Anatchaya Suputhipong (em tailandês: อาณัชญา สุพุทธิพงศ์; romaniz.: Anatchaya Suputhipong; nascida em Bangkok, Tailândia, 30 de maio de 2002), mais conhecida como Natty (em tailandês: นัตตี้; em coreano: 나띠; romaniz.: Natty), é uma cantora e dançarina tailandesa radicada na Coreia do Sul. Ela é mais conhecida como concorrente nos programas de sobrevivência Sixteen (2015) e Idol School (2017) da Mnet. Ela estreou como solista em 7 de maio de 2020, com o lançamento de seu álbum solo Nineteen. Mais tarde, ela estreou como membro do grupo feminino sul-coreano KISS OF LIFE em 5 de julho de 2023.

## Carreira

### 2015–2017: Sixteen, Idol School e saída da JYP
Em maio de 2015, Natty participou do reality show de sobrevivência da Mnet, Sixteen, onde ela enfrentou 15 outras trainees da JYP Entertainment para garantir uma vaga no próximo grupo feminino da gravadora, depois de Miss A e Wonder Girls, mais tarde revelado como TWICE. Porém, ela foi eliminada na rodada final, continuando assim como trainee da gravadora. 
Em julho de 2017, Natty participou do reality show de sobrevivência da Mnet, Idol School, para competir com outras 40 concorrentes pela oportunidade de estrear em um grupo feminino de 9 membros, mais tarde revelado como fromis_9. No entanto, ela foi eliminada do grupo de estreia em potencial, no qual ficou em 13º lugar no episódio final.

### 2020: Debut solo e atividades
Em 6 de abril de 2020, Natty assinou com a Swing Entertainment.  Seu primeiro álbum, Nineteen, foi lançado em 7 de maio, junto com o videoclipe que o acompanha.  Ela fez sua primeira aparição em um programa musical como artista solo no Music Bank da KBS em 8 de maio. 
Natty voltou com seu segundo single intitulado Teddy Bear, em 12 de novembro de 2020.  Em seu videoclipe para a música titular do álbum, ela mostrou o brasão do New College, Oxford. 

### 2022 – presente: Debut com KISS OF LIFE
Em 12 de julho de 2022, Natty assinou com a S2 Entertainment. 
Em 12 de maio de 2023, a S2 Entertainment anunciou que Natty iria estrear novamente em um novo grupo feminino de 4 membros chamado KISS OF LIFE, que planejava estrear em julho.  No dia 5 de julho, o grupo fez sua estreia oficialmente com o lançamento de seu EP autointitulado "Kiss of Life". 

## Endossos
Em abril de 2024, Natty se tornou a embaixadora da marca de produtos de beleza POND'S Korea.

## Discografia

### Single Album
| Título   | Detalhes                                                                                       | Posições nos charts | Vendas       |
| Título   | Detalhes                                                                                       | KOR                 | Vendas       |
| -------- | ---------------------------------------------------------------------------------------------- | ------------------- | ------------ |
| Nineteen | - Lançado: 7 de maio de 2020 - Gravadora: Swing Entertainment - Formatos: CD, digital download | 58                  | - KOR: 1,101 |

### Single
| Título                                                                                    | Ano                    | Posições nos charts    | Álbum                  |
| Título                                                                                    | Ano                    | KOR                    | Álbum                  |
| Como artista principal                                                                    | Como artista principal | Como artista principal | Como artista principal |
| ----------------------------------------------------------------------------------------- | ---------------------- | ---------------------- | ---------------------- |
| "Nineteen"                                                                                | 2020                   | —                      | Nineteen               |
| "Teddy Bear"                                                                              | 2020                   | —                      | Non-album single       |
| Como artista em destaque                                                                  |                        |                        |                        |
| "Live or Die" (Marco 619 featuring Natty)                                                 | 2023                   | —                      | Non-album singles      |
| "Dusk Twilight (밤이 되니까)" (Adora featuring Natty)                                     | 2024                   | —                      | Non-album singles      |
| Outras músicas mapeadas                                                                   |                        |                        |                        |
| "Sugarcoat (Natty solo)"                                                                  | 2023                   | 83                     | Kiss of Life           |
| "—" denota lançamentos que não entraram nas paradas ou não foram lançados naquela região. |                        |                        |                        |

## Filmografia

### Shows de televisão
| Ano  | Título      | Título original | Notas / Função |
| ---- | ----------- | --------------- | -------------- |
| 2015 | Sixteen     | 식스틴          | Concorrente    |
| 2017 | Idol School | 아이돌 학교     | Concorrente    |

## Prêmios e indicações
| Ano  | Cerimônia de Premiação  | Categoria                  | Trabalho Nomeado | Resultado | Ref.   |
| ---- | ----------------------- | -------------------------- | ---------------- | --------- | ------ |
| 2020 | Asian Pop Music Awards  | Best New Artist (Overseas) | "Nineteen"       | Indicado  | [ 14 ] |
| 2020 | Mnet Asian Music Awards | Best New Female Artist     | Ela mesma        | Indicado  | [ 15 ] |
| 2020 | Mnet Asian Music Awards | Artist of the Year         | Ela mesma        | Indicado  | [ 15 ] |
| 2020 | Mnet Asian Music Awards | Worldwide Icon of the Year | Ela mesma        | Indicado  | [ 15 ] |
| 2021 | Seoul Music Awards      | Rookie of the Year         | Ela mesma        | Indicado  | [ 16 ] |
| 2021 | Seoul Music Awards      | K-wave Popularity Award    | Ela mesma        | Indicado  | [ 16 ] |
| 2021 | Seoul Music Awards      | Popularity Award           | Ela mesma        | Indicado  | [ 16 ] |